# Пласа, Даниэль
Даниэль Пласа Монтеро (исп. Daniel Plaza Montero; род. 3 июля 1966, Барселона) — испанский легкоатлет (спортивная ходьба), призёр чемпионатов Европы и мира, чемпион летних Олимпийских игр 1992 года в Барселоне, участник трёх Олимпиад.

## Биография
Даниэль Пласа специализировался в ходьбе на 20 км. В 1985 году он стал серебряным призёром чемпионата Европы по лёгкой атлетике среди юниоров в Котбусе (ГДР). В 1990 году Плаза стал серебряным призёром чемпионата Европы по лёгкой атлетике в Сплите. В 1993 году в Штутгарте состоялся чемпионат мира по лёгкой атлетике, где испанец стал бронзовым призёром.
На летних Олимпийских играх 1988 года в Сеуле Плаза на своей любимой дистанции занял 12-е место с результатом 1-21:53 с. На следующей летней Олимпиаде 1992 года в Барселоне на этой же дистанции Плаза стал олимпийским чемпионом, преодолев её за 1-21:45 с, и опередив канадца Гийома Леблана (1-22:25 с) и итальянца Джованни де Бенедиктис (1-23:11 с). На последней для себя Олимпиаде 1996 года в Атланте испанец был дисквалифицирован и снят с дистанции.